# STS-39
STS-39 (Space Transportation System-38) var rumfærgen Discovery 12. rumfærge-mission. Den blev opsendt d. 28. april 1991 og vendte tilbage den 6. maj 1991.
Missionen medbragte delvis klassificeret militær last for Forsvarsministeriet (USA) (DoD).
Hovedartikler:

## Besætning
- Michael Coats (kaptajn)
- Blaine Hammond (pilot)
- Guion Bluford (1. missionsspecialist)
- Gregory Harbaugh (2. missionsspecialist)
- Richard Hieb (3. missionsspecialist)
- Donald McMonagle (4. missionsspecialist)
- Charles Veach (5. missionsspecialist)

## Missionen
Missionen medbragte følgende nyttelast:
- Air Force Program-675 (AFP675)
- Infrared Background Signature Survey (IBSS) [1]
- Critical Ionization Velocity (CIV)
- Chemical Release Observation (CRO)
- Shuttle Pallet Satellite-II (SPAS-II) experiments;
- Space Test Payload-1 (STP-1)

Klassificeret last
- Multi-Purpose Release Canister (MPEC)
- Radiation Monitoring Equipment III (RME III)
- Cloud Logic til optimering af forsvarssystemet (CLOUDS-I).

- Rumfærgens cockpit
- Polarlys set fra rummet